# Grad Pukštajn
Grad Pukštajn redkeje prevedeno Grad Bukovje (nemško Buchenstein, Puchenstain ) so okoli leta 1200 pozidali grofje Andechs Meranski kot utrdbo na meji njihovega slovenjgraške gospoščine v prehodu iz Mislinjske doline v Dravsko dolino. Po požaru leta 1706 ga niso več obnovili.  Ob vznožju Bukovja oziroma Pukštjnskega hriba so zgradili nov dvorec Pukštajn ali Bukovje, od koder je 10 min hoje v hrib nad njim do ruševin predhodnika dvorca. 

## Zgodovina
Grad Pukštajn so na samem začetku 13. stoletja postavili grofje Andeško - Meranski na robu svojega slovenjgraškega gospostva. Leta 1251 je grad pripadel oglejskemu patriarhu.  Oglejski patriarhi so gospoščino dajali v najem ali zastavo, tako je že pred letom 1278 grad imel v zastavi Henrik Pfannberški. Štiri leta kasneje je grad in gospoščino imel v sekundarni zastavi vitez Majnhard iz Enzeldorfa (poročen z eno od Trušenjskih z Dravograda) in ga naprej zastavil vitezu Offu Emerberg – Marenberškemu. Okoli leta 1290 so posest pridobili grofje Vovbrški. Leta 1302 se grad omenja kot  Puechenstain in ga je posedoval Henrik pl. Hohenlohe, ki je bil v sorodstvu z Vovbrškimi grofi. 
Okoli leta 1322 je patriarh grad in malo gospostvo oddal v najem vitezu Nikolaju Gallu iz Slovenj Gradca. Nato ga je patriarh podelil v fevd Konradu Aufensteinskemu iz Pliberškega gradu. Aufensteinski so grad patriarhu očitno odtujili, saj so ga leta 1361 priznali kot deželnoknežji fevd skupaj z dravograjskim gospostvom. Ob propadu Aufensteinskih 1368 grad preide na koroškega deželnega kneza, ki ga leta 1382 podelil vitezu Niklasu Gallu, ki je potem pričel nositi predikat „von Puchenstein“ oziroma Pukštajnski in je bil potomec prej omenjenega Galla. Ta Niklas Gall je leta 1393 izdal posebno listino s katero je obljubil, da bo grad prodal le Celjskemu grofu Hermanu, v primeru da se bo grad prodajal oz. su s tem zagotovil predkupno pravico. Grad in gospoščina je potem bila v posesti več kot 130 let, saj je bil še leta 1516 v posesti Hansa Galla Pukštajnskega, a je v naslednjih 20 letih prešla na gospode Gaisrucke, ki kot lastniki nastopajo leta 1542. 
Gaisrucki so graščino obdržali do leta 1593, ko jo je Jurij Gašper pl. Gaisruck prodal svojemu bratu Hansu, ki jo je takoj predal Matevžu Ammanu. Ob tem je prišlo do spora med strankami in celo do spopada v katerem je grad leta 1595 pogorel.  Amman je leta 1612 izpričan kot lastnik, vendar je gospoščina prešla v druge roke. Leta 1662 je grad spet deželnoknežji, ki ga dobi v zastavo gospa Zofija Kempinsky roj. Baronica pl. Falbenhaupt. Nato so gospoščino v letih 1681-1745 posedovali Khösslerji.  Leta 1706 je grad ponovno pogorel in ga niso več obnovili. Lastniki Khösslerji ob vznožju starega gradu na ravnini pozidali novo graščino imenovano Dvorec Pukštajn ali tudi Dvorec Bukovje.  